# Bratnik
Bratnik – wieś w Polsce położona w województwie lubelskim, w powiecie lubartowskim, w gminie Kamionka.
W latach 1975–1998 miejscowość administracyjnie należała do województwa lubelskiego.
Wieś stanowi sołectwo gminy Kamionka. Według Narodowego Spisu Powszechnego (III 2011 r.) wieś liczyła  mieszkańców.